# بلدة أماندا (مقاطعة هانكوك)
بلدة أماندا هي واحدة من سبعة عشر بلدة في مقاطعة هانكوك، أوهايو، الولايات المتحدة. اعتبارًا من تعداد عام 2010، كان عدد سكان البلدة 1024.

## الاسم والتاريخ
على مستوى الولاية، تقع مدن أماندا الأخرى في مقاطعتي ألين وفيرفيلد.
تمت تسوية بلدة أماندا لأول مرة في 25 فبراير 1822 بواسطة توماس طومسون. بنى طومسون كوخًا في عام 1823 وزرع محصول البلدة الأول في ذلك العام. أحضر عائلته إلى البلدة من مقاطعة بيكواي في عام 1824. في عام 1829، أصبح طومسون أول قاضي صلح في مقاطعة هانكوك. عاش طومسون في بلدة أماندا حتى وفاته في فانلو في 26 أكتوبر 1873.

## روابط خارجية
- موقع المقاطعة